# Ciampanan
Ciampanan is een bestuurslaag in het regentschap Tasikmalaya van de provincie West-Java, Indonesië. Ciampanan telt 4255 inwoners (volkstelling 2010).